# Tyranny (Band)
Tyranny ist eine 2001 gegründete Funeral-Doom-Band.

## Geschichte
Lauri Lindqvist und Matti Mäkelä gründeten nach einigen Jahren des gemeinsamen Musizierens Tyranny, nachdem sich ein musikalisches Konzept herausgebildet hatte. Beide waren bereits zuvor an gemeinsamen Projekten wie Wormphlegm beteiligt. Neben den unterschiedlichen Instrumenten, die beide Musiker während der Aufnahmen einspielen, übernimmt Lindqvist die Aufgabe der Gestaltung und Mäkelä jene der Produktion und Studiotechnik. Zu Auftritten zieht das Duo Livemusiker hinzu.
Im Jahr 2003 erschien die über 40 Minuten dauernde Extended Play Bleak Vistae via Firebox Records als Debüt der Gruppe. Die EP wurde überwiegend positiv rezensiert. Aufgrund der Verwendung von „ritueller Rhythmik und sakralen Orgelklängen“ auf der EP wurde Tyranny eine innovative Bedeutung für das Genre zugesprochen. Zwei Jahre nach der EP erschien über Firedoom Music, einem 2004 initiiertem auf Death- und Funeral-Doom spezialisierten Sublabel von Firebox Records, das Album Tides of Awakening. Das Konzeptalbum, welches sich dem Cthulhu-Mythos widmet, wurde von Kritikern überwiegend positiv rezensiert und in die Tradition populärer Funeral-Bands gestellt.
Im Jahr 2010 konstatierte Mäkelä, sich vorübergehend vom Funeral Doom distanziert zu haben, nachdem das Genre seinem Empfinden nach eine zu hohe Popularität erfahren hat und Gefahr lief, sein kreatives Potential zu verlieren. Dennoch räumte er bereits in diesem Gespräch die Option eines weiteren Albums ein. Das zweite Studioalbum Aeons in Tectonic Interment erschien fünf Jahre nach diesem Interview über Dark Descent Records. Das erneut an H. P. Lovecraft angelehnte Album wurde, anders als sein Vorgänger, als mittelmäßiges und ideenarmes Werk beurteilt.

## Stil
Die Musik von Tyranny wird zumeist dem Funeral Doom zugerechnet. Als Einfluss nennt Mäkelä Burzum, Esoteric, Hierophant und Dusk. Dem Stil entsprechend wird die Gruppe in Rezensionen mit den Initiatoren des Genres Thergothon und Skepticism sowie mit weiteren populären Genrevertretern wie Pantheist, Esoteric und Until Death Overtakes Me verglichen.
Ebenfalls entspricht die Umschreibung der Musik den stiltypischen Merkmalen des Funeral Doom. So wird auf Metal.de die Musik des Albums Tides of Awakening als „[b]eschwörende, verhallte Growls, am Abgrund kriechende, repetitive Gitarrenriffs, Keyboardflächensounds im Hintergrund, und das Schlagzeug, welches im gefühlten Minutentakt den kaum noch spürbaren Rhythmus vorgibt“ umschrieben. Ähnlich wird die Musik auf Metal-District.de geschildert. So werden dort extrem schleppende Rhythmen vor todtraurige Gitarrenmelodien, über welche tiefste deathige Vocals grollen, mit dem durch das Keyboard generierten Klangteppich einer Orgel als voran schleppende und hyperschwere Songkonstrukt ausgemacht.

## Diskografie
- 2003: Bleak Vistae (EP, Firebox Records)
- 2005: Tides of Awakening (Album, Firedoom Music)
- 2015: Aeons in Tectonic Interment (Album, Dark Descent Records)